# Maisons (Aude)
Maisons è un comune francese di 42 abitanti situato nel dipartimento dell'Aude nella regione dell'Occitania.

## Società

### Evoluzione demografica
Abitanti censiti